# Scutelliseta peregrina
Scutelliseta peregrina är en tvåvingeart som beskrevs av Richards 1968. Scutelliseta peregrina ingår i släktet Scutelliseta och familjen hoppflugor. Inga underarter finns listade i Catalogue of Life.